# Hans Kellinghusen
Hans Kellinghusen (* 30. März 1885 in Hamburg-Bergedorf; † 9. Januar 1971 ebenda) war ein deutscher Archivar.
Zu seinen Vorfahren gehörte Heinrich Kellinghusen, der Hamburger Bürgermeister des 19. Jahrhunderts war. Er studierte Geschichte, Deutsch und Latein in Berlin, München und Göttingen. Seine von Karl Brandi betreute Dissertation über das Amt Bergedorf wurde 1908 in der Zeitschrift des Vereins für Hamburgische Geschichte veröffentlicht. Nach der Promotion wurde er 1909 wissenschaftlicher Hilfsarbeiter am Staatsarchiv Hamburg (1926 Archivrat, 1933 Professor und stellvertretender Direktor). Er trat in den Reichsbund der deutschen Beamten 1933 und in die Nationalsozialistische Volkswohlfahrt ein. Nach Aufhebung der Mitgliedersperre beantragte Kellinghusen am 12. August 1937 die Aufnahme in die NSDAP und wurde rückwirkend zum 1. Mai desselben Jahres aufgenommen (Mitgliedsnummer 4.349.557). Das Entnazifizierungsverfahren überstand er unbeschadet mit Einstufung in die Kategorie V („unbelastet“). Er inszenierte sich als Diskriminierungsopfer, indem er gegenüber den Briten angab, seit 1926 nicht mehr befördert worden zu sein.

## Schriften (Auswahl)
- Das Amt Bergedorf. Geschichte seiner Verfassung und Verwaltung bis 1620. (I. und II. Teil). Hamburg 1908, OCLC 38280184. Abdruck.
- Geschichte der katholischen Gemeinde in Bergedorf 1867 bis 1917. Hamburg 1917, OCLC 72135152.
- Die Stammfolge der Familie in Hamburg von Hans bis Jürgen Kellinghusen 1507–1686 (1757). Hamburg 1919, OCLC 467803412.
- Das Staatsarchiv und die Personenforschung. Hamburg 1935, OCLC 185517013.